# Ulrich Wahn

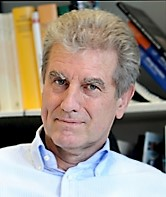
Porträt Ulrich Wahn

Ulrich Wahn (* 21. Juli 1945 in Hovestadt) ist ein deutscher Kinderarzt und Pneumologe, Direktor a. D. der Klinik für Pädiatrie mit Schwerpunkt Pneumologie und Immunologie an der Charité, Berlin.

## Werdegang
Er lebt mit seiner Frau Annemarie in Kleinmachnow bei Berlin. Aus der Ehe stammen 3 Töchter.
Wahn wurde in Hovestadt, Kreis Soest/Westfalen geboren. Nach dem Abitur 1965 am Aldegrever-Gymnasium in Soest studierte er Humanmedizin in Münster und Heidelberg und begann anschließend seine ärztliche Laufbahn als wissenschaftlicher Assistent am Deutschen Krebsforschungszentrum in Heidelberg. Danach absolvierte er die Facharztausbildung an der Universitäts-Kinderklinik in Heidelberg. Nach Abschluss der pädiatrischen Weiterbildung erwarb er die Qualifikation für Allergologie und Pädiatrische Pneumologie und habilitierte sich an der Medizinischen Fakultät in Heidelberg im Jahr 1980.
Als Stipendiat der Deutschen Forschungsgemeinschaft (DFG) forschte Wahn von 1978 bis 1979 an den National Institutes of Health (Clinical Immunology Section) in Bethesda, Maryland, USA.
Als Oberarzt und Hochschullehrer wechselte er von 1981 bis 1985 an die Universitäts-Kinderklinik Bochum und folgte 1986 einem Ruf auf die C3-Professur für Pädiatrische Pneumologie und Immunologie an die Universitäts-Kinderklinik der Freien Universität Berlin (FU), gleichzeitig wurde er Chefarzt der kinderpneumologischen Abteilung der Berliner Lungenklinik Heckeshorn.
Von 1995 an wurde Ulrich Wahn zum geschäftsführenden Direktor der Westberliner Universitäts-Kinderklinik der FU am Kaiserin Auguste Victoria Haus bestellt, nach der Klinikfusion mit der Charite erfolgte die Berufung zum C4-Professor und Direktor der Klinik für Pädiatrische Pneumologie und Immunologie an der Charité (1998 bis 2012) in Berlin. Über 2 Jahre war Wahn Sprecher des Otto-Heubner-Zentrums für Frauen- und Kindermedizin, von 2011 bis 2012 zusätzlich Direktor des allergologischen und immunologischen Bereichs am Labor Berlin der Charité. Seine Pensionierung erfolgte im Jahr 2012.
Nach der Pensionierung praktizierte er in seiner Berliner Privatpraxis für Kinderpneumologie und – allergologie von 2012 bis 2022.
Wahn ist als Gutachter, Consultant und Berater sowie Referent für Pädiatrische Pneumologie und Allergologie national und international tätig.

## Forschung, Publikationstätigkeit
Seine Forschungsinteressen hatten ihren Schwerpunkt im Bereich der Epidemiologie des kindlichen Asthma bronchiale, der Prädiktion für die Allergieentwicklung, der Möglichkeiten einer frühkindlichen Allergieprävention und der Immuntherapie von Allergien. Über Jahrzehnte wurde er durch die DFG, verschiedene Bundes- und Landes-Ministerien, die EU-Forschungsförderung sowie verschiedene Stiftungen und staatliche Institutionen gefördert. Unter anderem konnte er eine interdisziplinäre klinische Forschergruppe „Allergologie“ an der Berliner Charite etablieren. Wahn hat weit über 500 wissenschaftliche Arbeiten in hochrangigen internationalen Journalen publiziert, dazu an über 30 Lehrbüchern in verschiedenen Sprachen mitgearbeitet, etliche davon selbst herausgegeben.

## Schriften (Auswahl)
- Pädiatrische Allergologie auf einen Blick. 1. und 2. Auflage Hrsg. Niggemann, B., Wahn, U. Unimed Verlag, 1999, ISBN 978-3-89599-615-3
- Pädiatrische Allergologie und Immunologie, 1. bis 4. Auflage, 2005 Hrsg. Wahn, U., Seger, R., Wahn, V., Holländer, G.A. (Hrsg.) Elsevier GmbH  ISBN 3-437-21311-3
- Pädiatrische Pneumologie (1. Und 2. Auflage, ) 1999 , 2004 Hrsg. Rieger, C., von der Hardt, H., Sennhause, FH., Wahn, U., Zach, M. (Hrsg.) Springer-Verlag  ISBN 3-540-43627-8
- Allergy, Immunity and Tolerance in Early Childhood, Hrsg. Wahn,U., Sampson, HA (Eds.)  Elsevier, 2016, ISBN 978-0-12-420226-9

## Funktionen in internationalen Fachgesellschaften
Professor Wahn war im Jahre 1986 Gründungsmitglied der ESPACI (European Society for Pediatric Allergy and Immunology), die er als Vorstandsmitglied und Präsident prägte.
Über 12 Jahre gehörte er dem Exekutivkomitee der European Academy of Allergy and Clinical Immunology (EAACI) an, zu deren Präsident er von 2003 bis 2005 gewählt wurde. Eine Reihe von nationalen und internationalen Kongressen für Pädiatrie, Pädiatrische Pneumologie und Allergologie / Immunologie hat er als Präsident geleitet.
Von 2019 bis 2022 war Wahn Mitglied des Vorstandes der Europäischen Forschungs- und Weiterbildungs-Plattform EUFOREA sowie von 2007 bis 2021 ehrenamtlicher Präsident der Clemens von Pirquet-Stiftung.
Professor Wahn wurde für die Dauer von 8 Jahren (2010–2017) als Editor in Chief der führenden Fachzeitschrift Pediatric Allergy and Immunology bestellt.

## Ehrungen/Auszeichnungen
Im Jahre 2005 wurde Wahn das Honorary Fellowship des britischen Royal College of Physicians (F.R.C.P.) verliehen.
Wahn wurde Ehrenmitglied der Allergy Society of South Africa (ALLSA), der tschechisch/slowakischen Allergiegesellschaft und der Argentinischen Gesellschaft für Allergologie und klinische Immunologie.
Während seiner beruflichen Tätigkeit erhielt Wahn eine Reihe von Auszeichnungen, unter anderem die Henry Hyde Clinical Award der World Allergy Association (WAO) im Jahre 2003 und der Daniel Bovet Award der European Academy of Allergy and Clinical Immunology (EAACI) in 2008.